# Kadomatsu

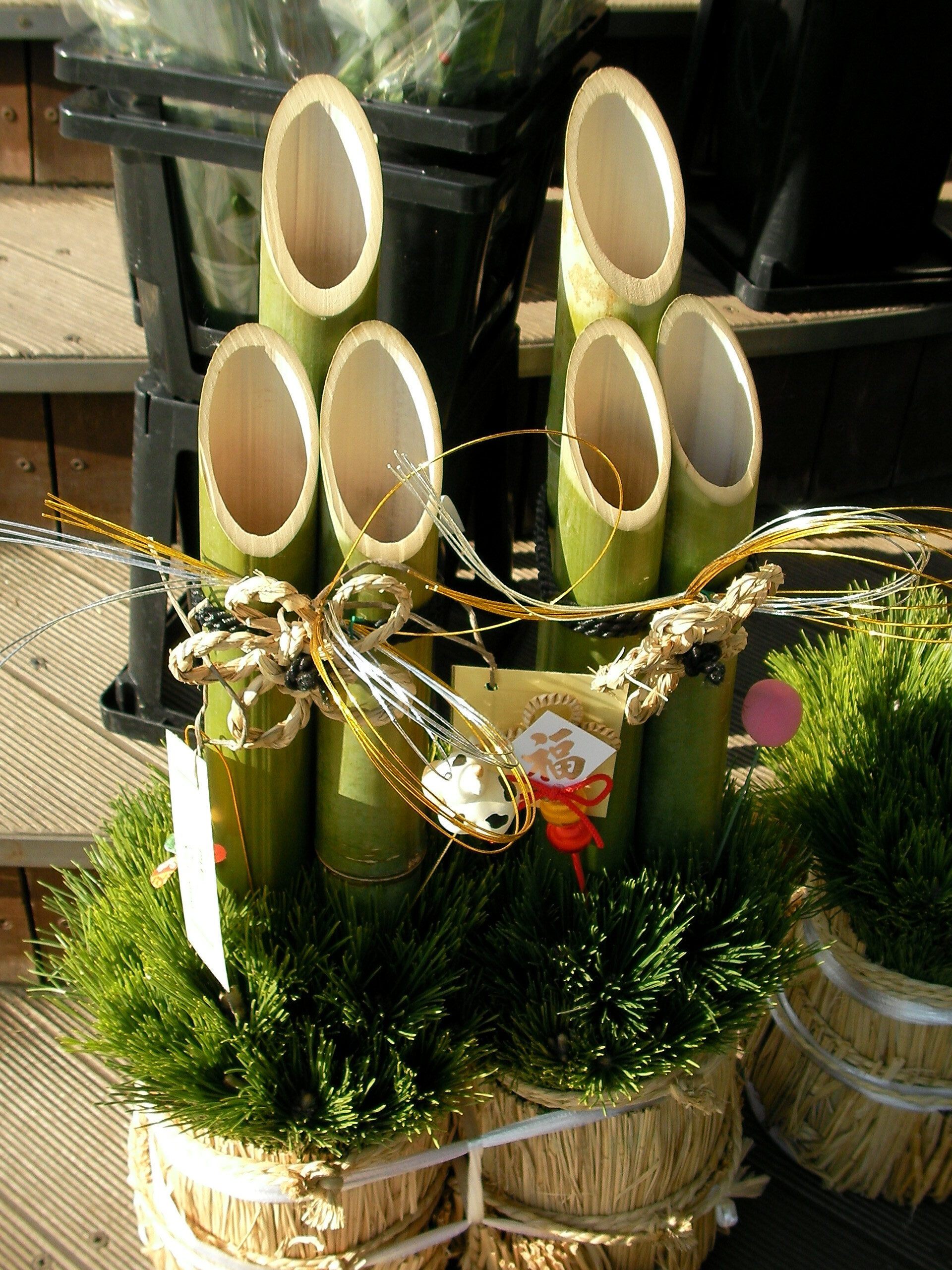
Zwei Kadomatsu aus Bambus

Kadomatsu (門松, „Torkiefer“) sind traditionelle japanische Dekorationen für das Neujahrsfest. Sie sind eine Art Yorishiro oder Objekte, die dazu bestimmt sind, die Geister der Vorfahren oder Kami der Ernte willkommen zu heißen. Kadomatsu werden normalerweise paarweise vor Häusern und Gebäuden aufgestellt.

## Bau und Platzierung
In der Vergangenheit wurden Kadomatsu oft aus Kiefernholz hergestellt, aber heutzutage wird eher Bambus verwendet. Der zentrale Teil des Kadomatsu besteht aus drei großen Bambusrohren, es gibt aber auch Kadomatsu aus Kunststoff. Nachdem alle Elemente des Kadomatsu zusammengebunden wurden, wird es mit einer Strohmatte und einem neu gewebten Strohseil zusammengebunden. Kadomatsu werden paarweise auf beiden Seiten des Tores aufgestellt und stehen für Mann und Frau.

## Nutzung
In der heutigen Zeit werden Kadomatsu nach Weihnachten bis zum 7. Januar (oder 15. Januar in der Edo-Zeit) aufgestellt und gelten als vorübergehende Behausung (Shintai) für Kami. Das Design der Kadomatsu variiert je nach Region, besteht aber in der Regel aus Kiefern-, Bambus- und manchmal Ume-Zweigen, die für Langlebigkeit, Wohlstand bzw. Standhaftigkeit stehen. „Die grundlegende Funktion der Neujahrszeremonien besteht darin, die Toshigami (Gottheit) zu ehren und zu empfangen, die dann eine reiche Ernte für die Bauern bringt und allen den Segen der Ahnen schenkt.“ Nach dem 15. Januar (oder in vielen Fällen nach dem 19. Januar) wird das Kadomatsu verbrannt, um die Kami oder Toshigami zu besänftigen und sie zu befreien.

## Weitere Informationen
Das Kadomatsu ist in Unicode als U+1F38D 🎍 PINE DECORATION enthalten.

## Galerie

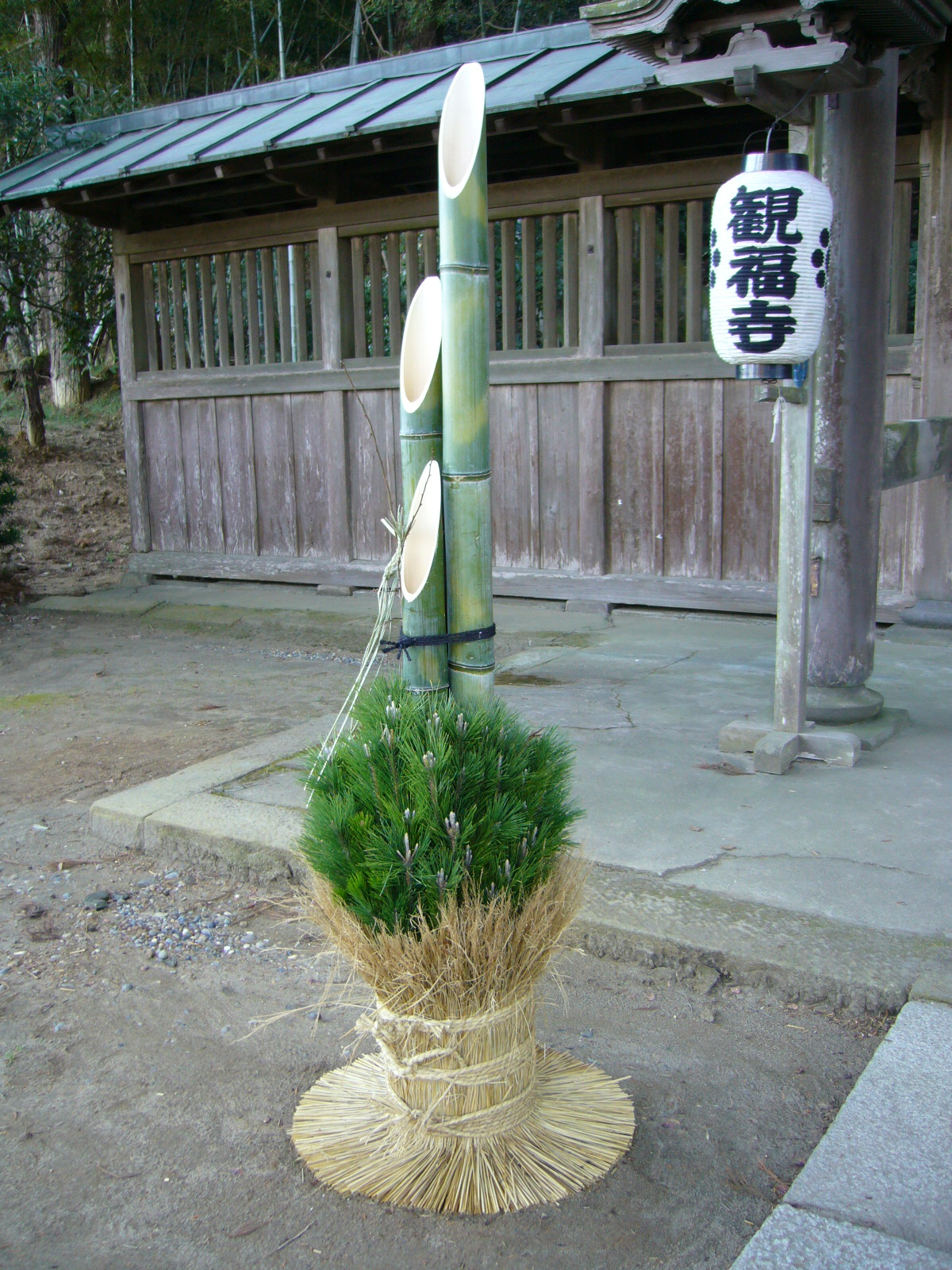
Kadomatsu aus Ost-Japan (Kantō-Region)
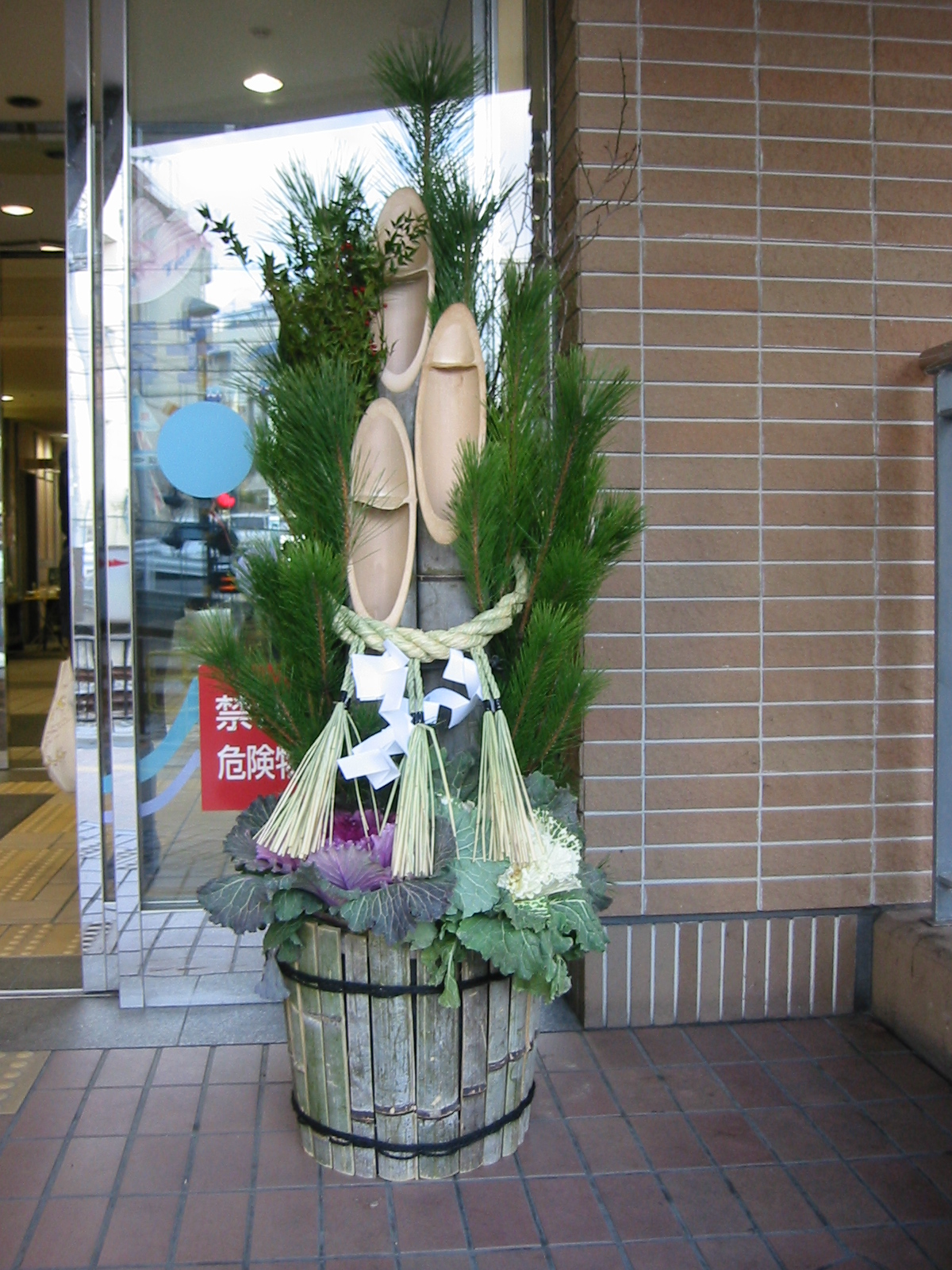
Kadomatsu aus West-Japan (Kansai-Region)
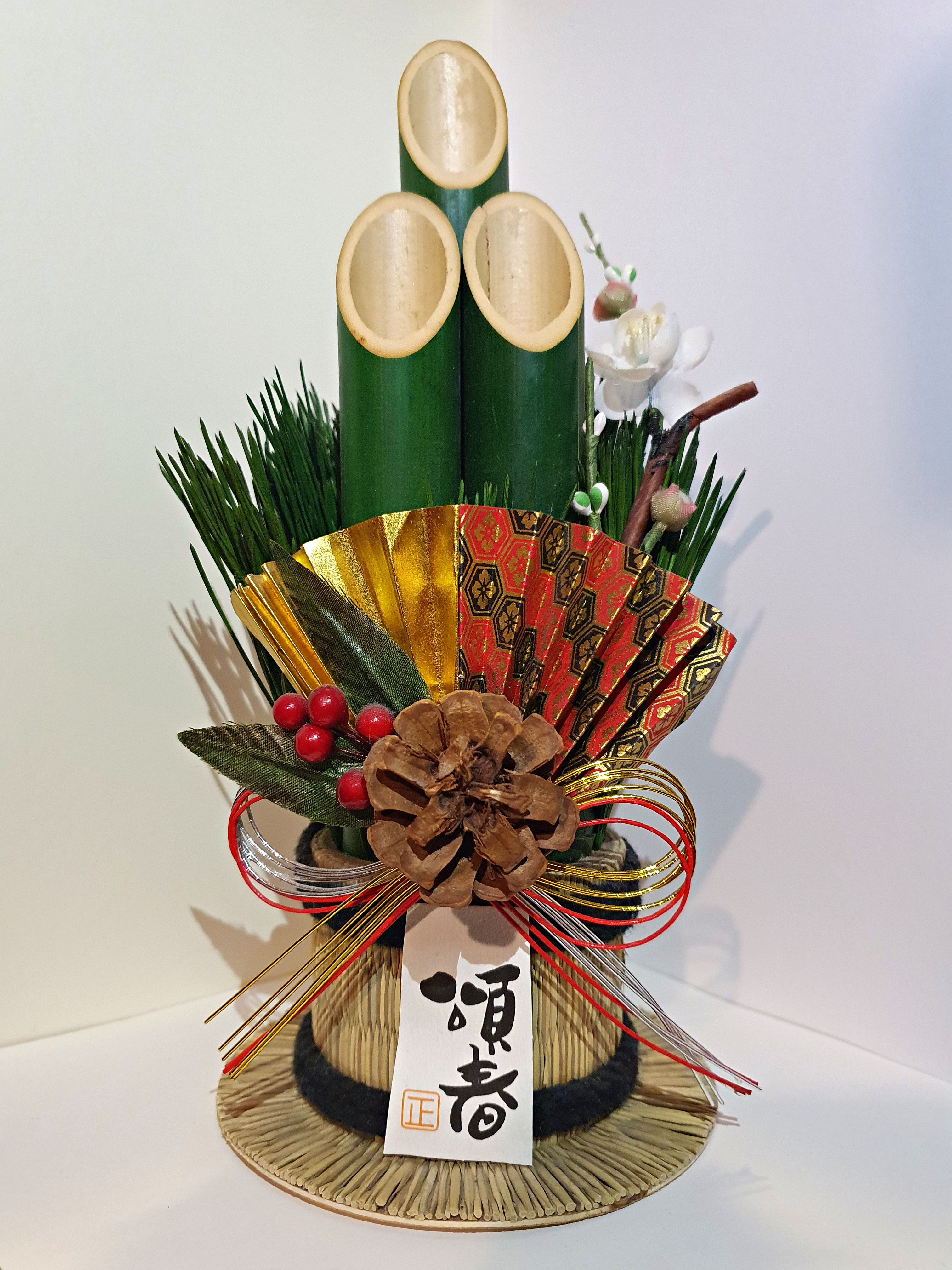
Ein kleines Kadomatsu
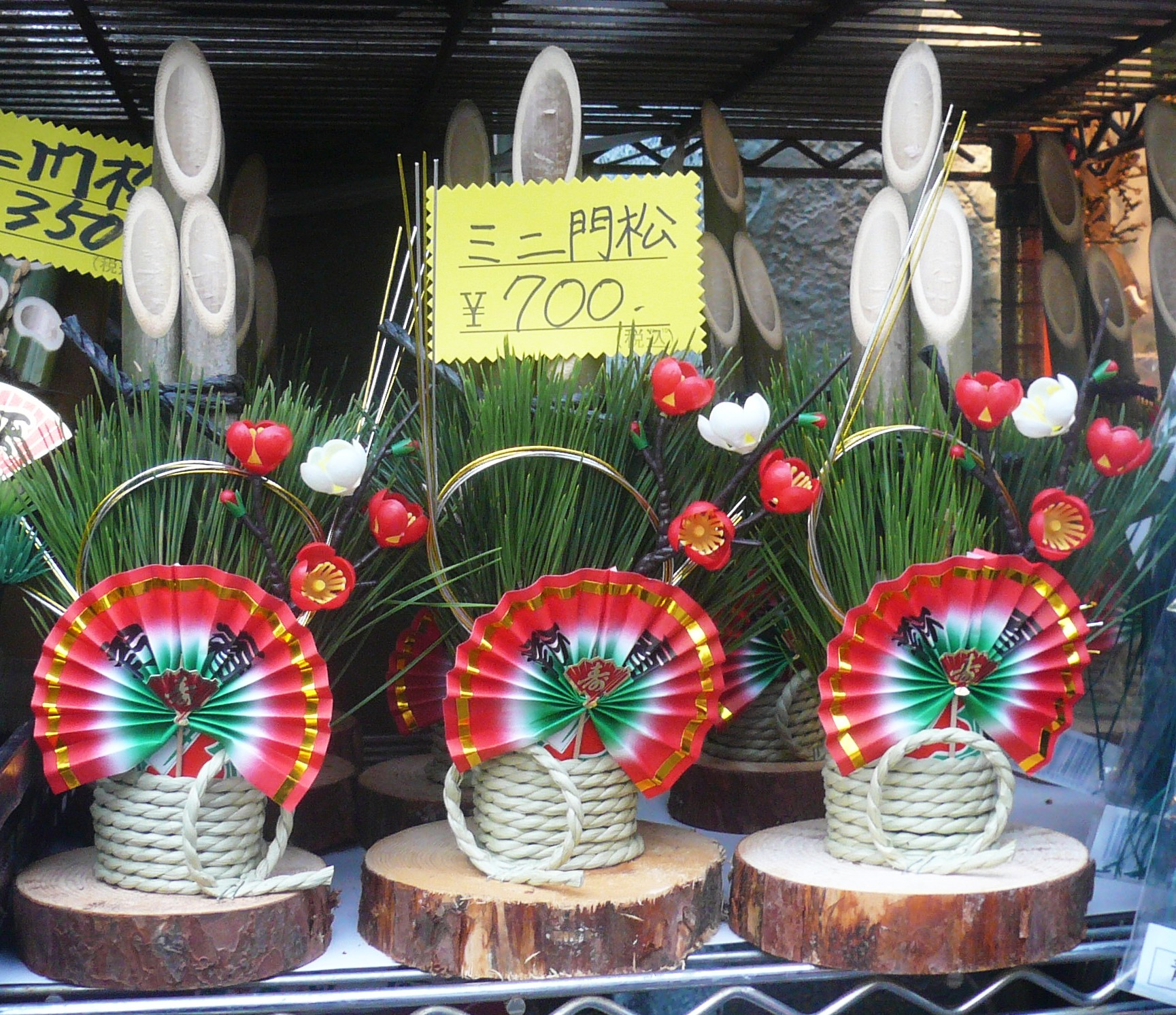
Drei Miniatur-Kadomatsu zum Preis von jeweils 700 Yen
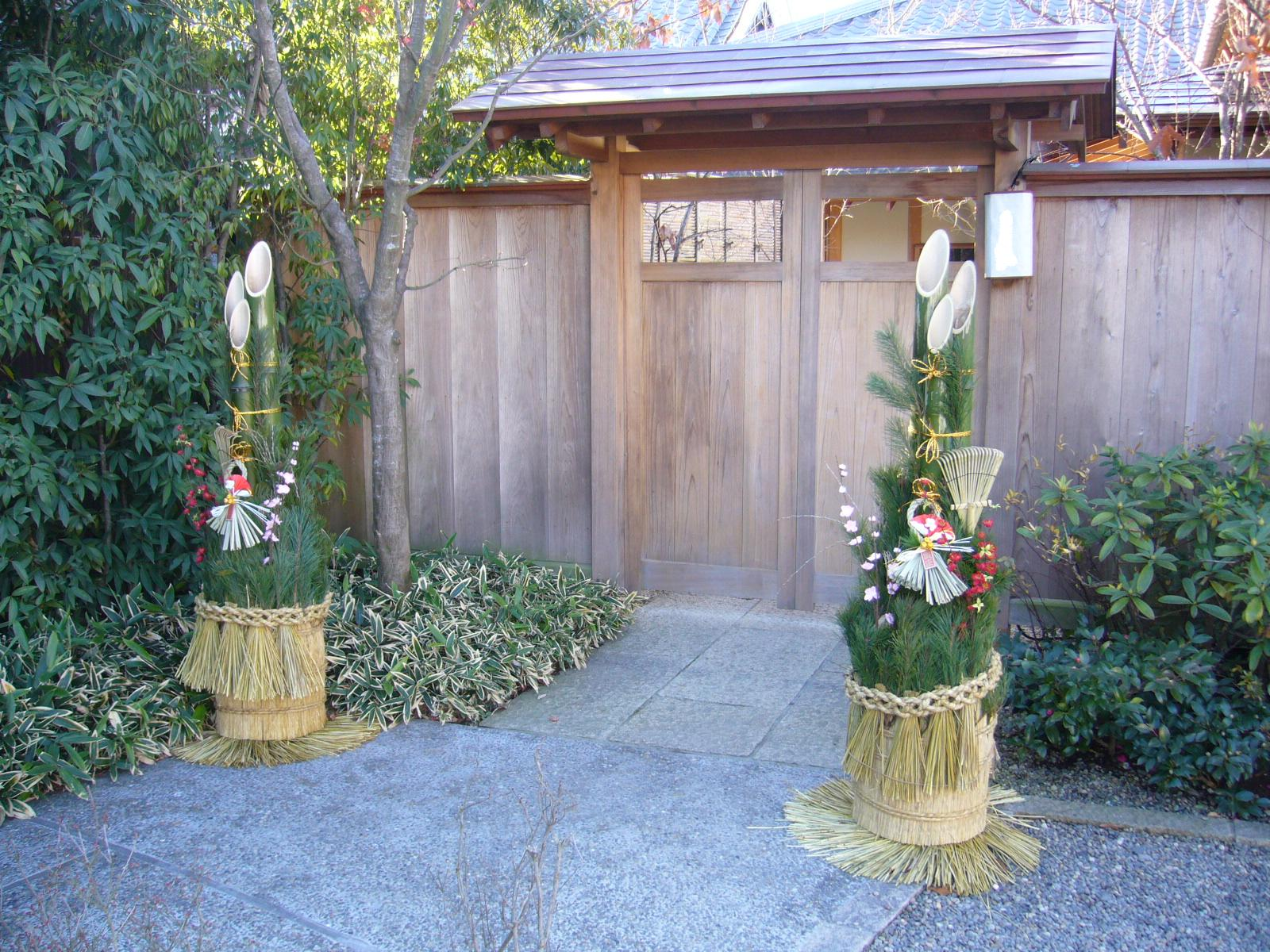
Kadomatsu
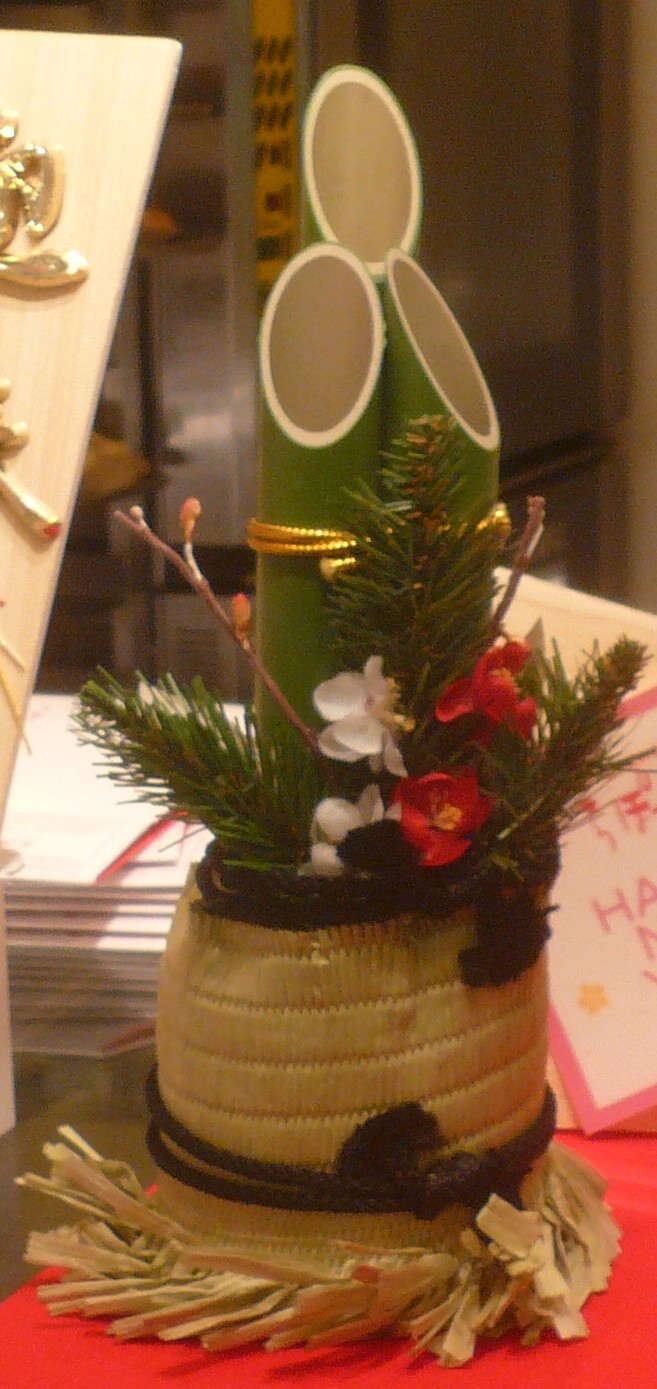
Ein kleines Kadomatsu in einem Geschäft
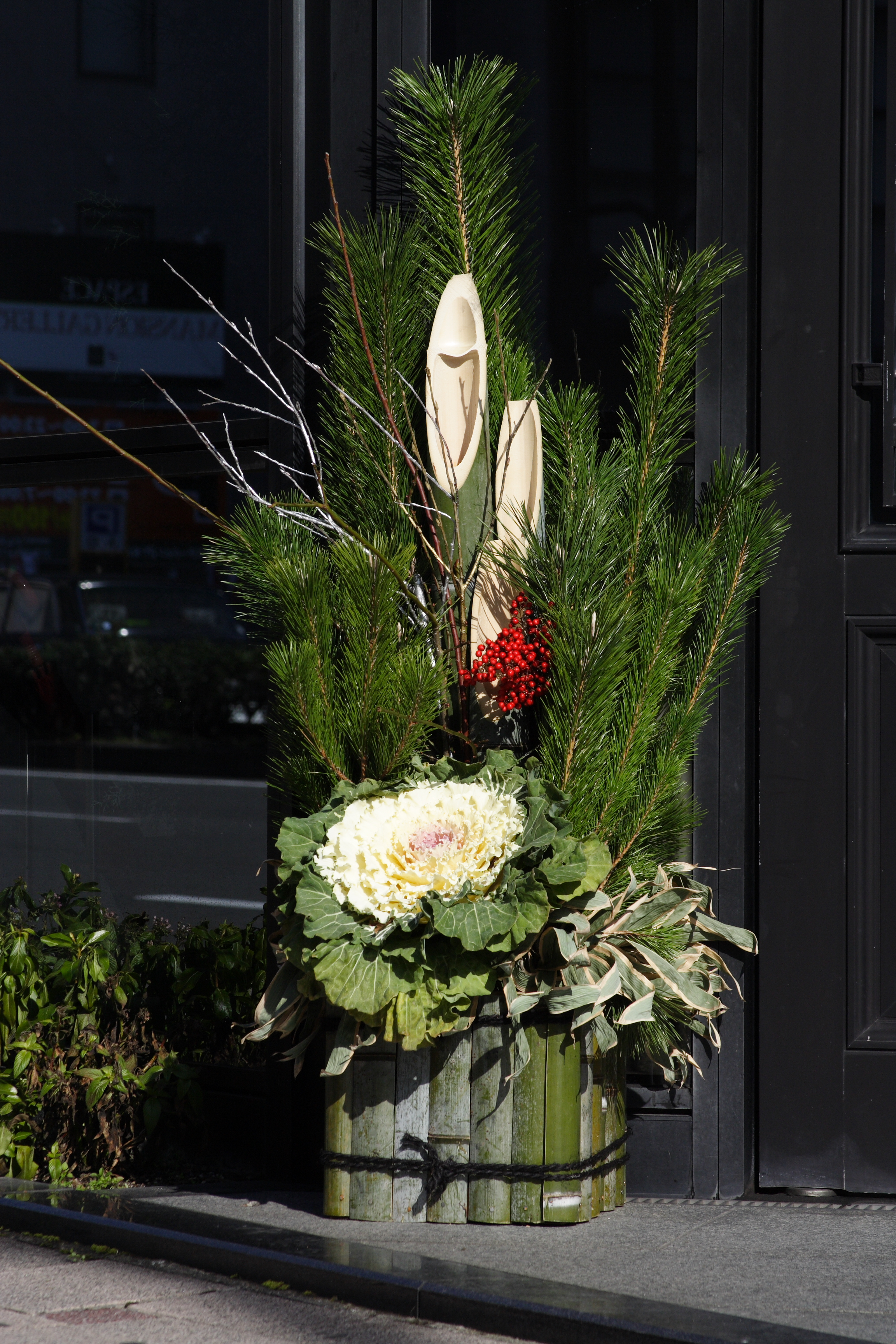
Ein Kadomatsu im Kyoto-Stil
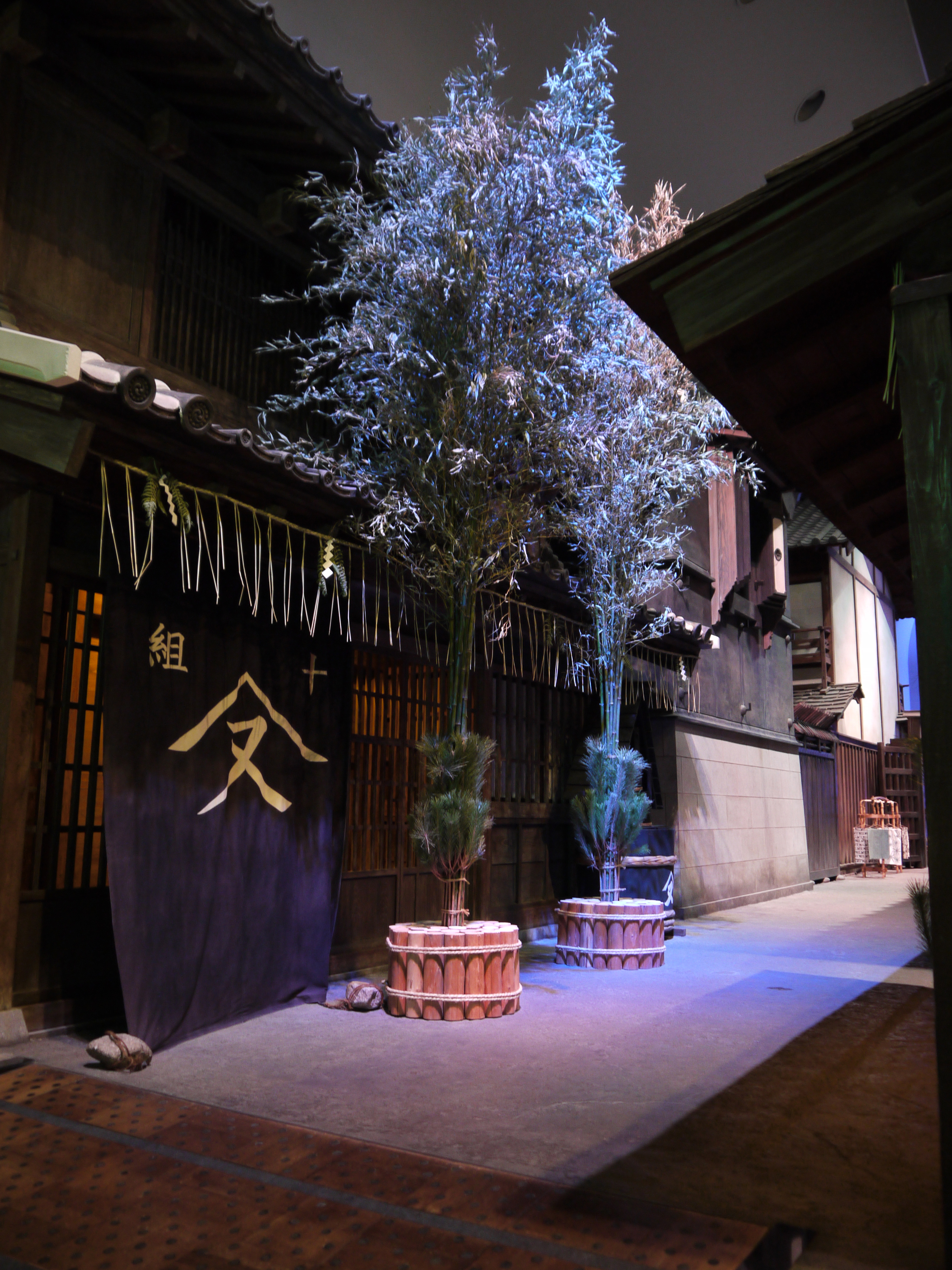
Kadomatsu im Stil der Edo-Zeit
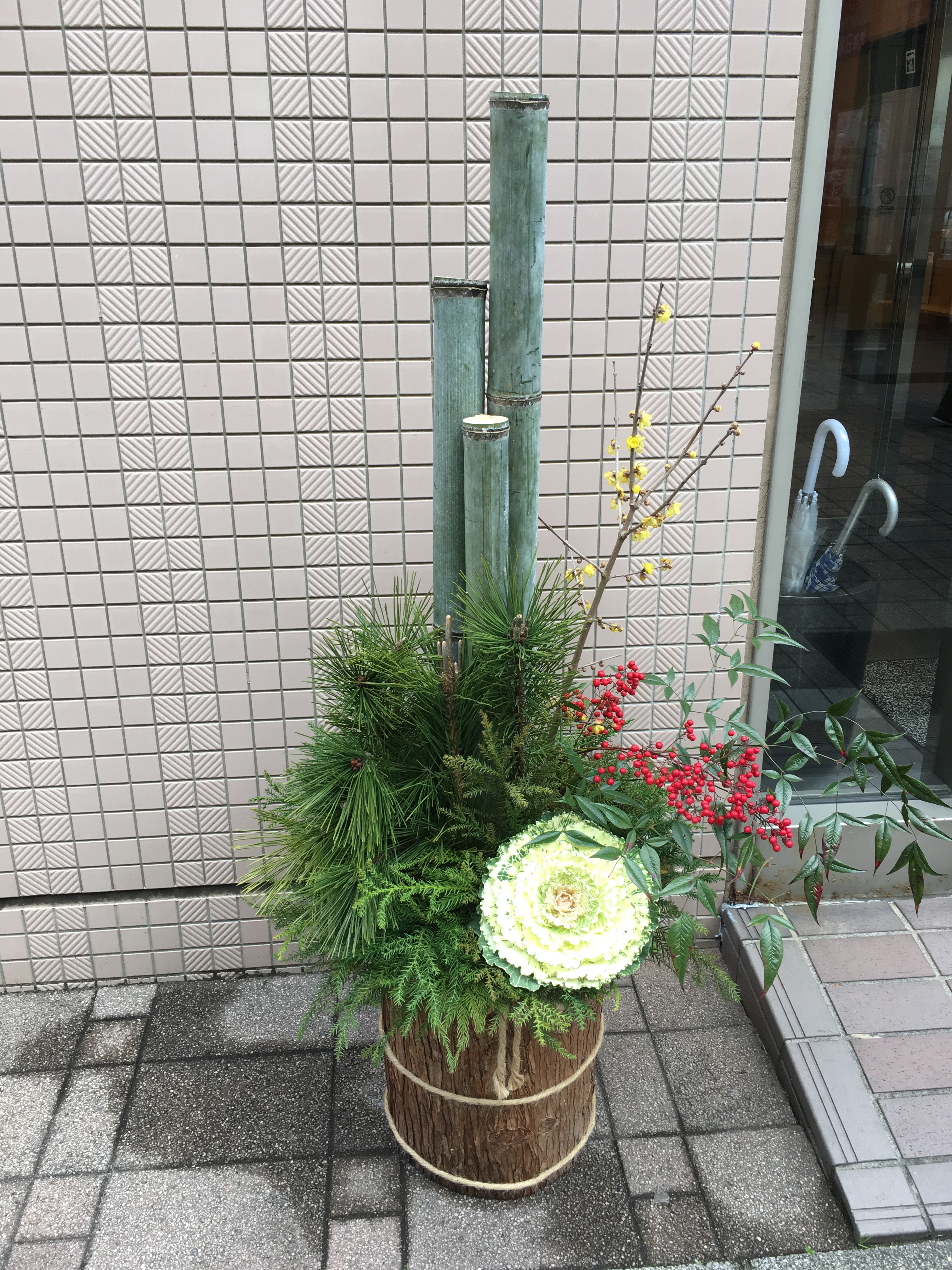
Ein Kadomatsu mit flacher Spitze in Shimane
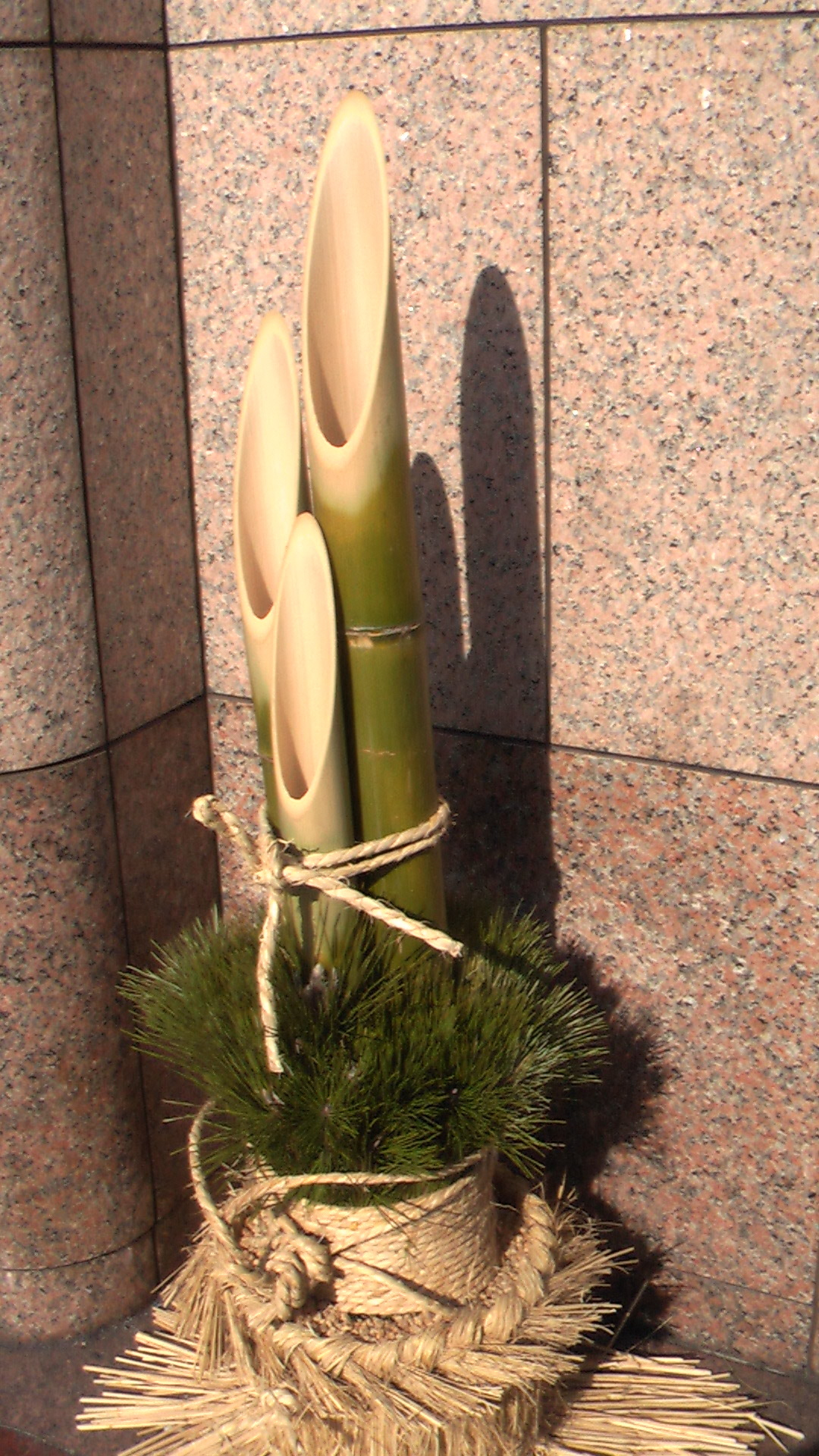
Kadomatsu in Kamakura